# Howship-Romberg-Zeichen
Das Howship-Romberg-Zeichen ist ein Hinweis auf eine Reizung oder Schädigung des Nervus obturatorius und besteht aus Schmerzen und Empfindungsstörungen (Parästhesien) an der Innenseite des Oberschenkels  bis zum Kniegelenk ausstrahlend. Synonyme sind Obturatorius-Neuralgie und Howship-Romberg-Syndrom. Die Bezeichnung bezieht sich auf die Autoren der Erstbeschreibung aus dem Jahre 1840 durch den Londoner Chirurgen John Howship und eines Berichtes aus dem Jahre 1848 vom Berliner Neurologen Moritz Heinrich Romberg.

## Ursache
Als Ursache kommen ein Trauma, eine Obturatoriushernie oder ein Tumor infrage.